# Nanni Tamma
Nanni Tamma (Bari, 9 giugno 1924 – Potenza, 29 marzo 2014) è stato un attore italiano.

## Biografia
Attore professionista di teatro, dopo un lungo apprendistato sui palcoscenici ed in programmi radiofonici (partecipava alla realizzazione del mitico programma radiofonico La Caravella della Sede Regionale delle Puglie e della Lucania - anche detta brevemente Radio Bari - negli anni Cinquanta e Sessanta), esordì sul grande schermo nel 1990 con In viaggio con Alberto di Arthur Joffé. In seguito riapparve in una decina di pellicole, tuttavia il ruolo a cui è tuttora indissolubilmente legato, resta quello del padre di Carlo Verdone in Viaggi di nozze, diretto da Verdone stesso nel 1995. 
Altra felice e simpatica apparizione è contenuta nel film C'era un cinese in coma di Carlo Verdone in cui recita la parte del "Mago Tiepolo" che si cimenta con il classico numero del taglio della cravatta dall'esito non sempre felice (al contrario, invece, il numero "del furto dell'orologio" gli riesce benissimo). È apparso ancora nel 2007 nella serie televisiva Il giudice Mastrangelo, di Salvatore Basile. Muore a Potenza il 29 marzo 2014 all'età di 89 anni.

## Filmografia

### Cinema
- In viaggio con Alberto (Alberto Express), regia di Arthur Joffé (1990)
- Dall'altra parte del mondo, regia di Arnaldo Catinari (1992)
- Nel continente nero, regia di Marco Risi  (1993)
- Viaggi di nozze, regia di Carlo Verdone  (1995)
- Giovani e belli, regia di Dino Risi (1996)
- I magi randagi, regia di Sergio Citti (1996)
- C'era un cinese in coma, regia di Carlo Verdone (2000)

### Televisione
- Il commissario Corso - serie TV (1991)
- Don Matteo - serie TV, 1 episodio (2001)
- Le ragazze di Miss Italia - film TV (2002)
- Il giudice Mastrangelo - serie TV, episodio La settimana Santa (2007)